# Городские населённые пункты Тюменской области
Тюменская область  (без учёта Ханты-Мансийского и Ямало-Ненецкого автономных округов) включает (согласно данным Росстата) 5 городских населённых пунктов — все они города. 
Помимо этого, в области находятся 5 рабочих посёлков (посёлков городского типа), которые относятся к городским населённым пунктам на законодательном уровне, но Росстатом с 2009 года учитываются как сельские населённые пункты.

## Города
| № | название     | город (вне района) | городской округ                   | население (чел.) | основание / первое упоминание | статус города | герб |
| - | ------------ | ------------------ | --------------------------------- | ---------------- | ----------------------------- | ------------- | ---- |
| 1 | Заводоуковск | город Заводоуковск | Заводоуковский городской округ    | ↗27 100          | 1729                          | 1960          |      |
| 2 | Ишим         | город Ишим         | город Ишим, городской округ       | ↘67 345          | 1687                          | 1782          |      |
| 3 | Тобольск     | город Тобольск     | город Тобольск, городской округ   | ↘99 454          | 1587                          | 1590          |      |
| 4 | Тюмень       | город Тюмень       | город Тюмень, городской округ     | ↗872 077         | 1586                          |               |      |
| 5 | Ялуторовск   | город Ялуторовск   | город Ялуторовск, городской округ | ↘38 824          | 1659                          | 1782          |      |

## Посёлки городского типа
| № | название     | район / город (вне района) | мун.район / городской округ     | население (чел.) | основание / первое упоминание | статус пгт |
| - | ------------ | -------------------------- | ------------------------------- | ---------------- | ----------------------------- | ---------- |
| 1 | Богандинский | Тюменский район            | Тюменский мун.район             | →11 627 (2021)   | 1913                          | 1967       |
| 2 | Боровский    | Тюменский район            | Тюменский мун.район             | ↗19 972 (2021)   |                               | 1949       |
| 3 | Винзили      | Тюменский район            | Тюменский мун.район             | ↗14 103 (2024)   | 1910                          | 1948       |
| 4 | Голышманово  | Голышмановский район       | Голышмановский городской округ  | ↘13 037 (2021)   | 1911                          | 1948       |
| 5 | Сумкино      | город Тобольск             | город Тобольск, городской округ | ↗3357 (2021)     |                               | 1959       |